# Pseudosempervivum gurulkanii
Pseudosempervivum gurulkanii är en korsblommig växtart som först beskrevs av Yildr., och fick sitt nu gällande namn av Mutlu, Al-shehbaz och Dönmez. Pseudosempervivum gurulkanii ingår i släktet Pseudosempervivum och familjen korsblommiga växter. Inga underarter finns listade i Catalogue of Life.